# Salómé Alexandra

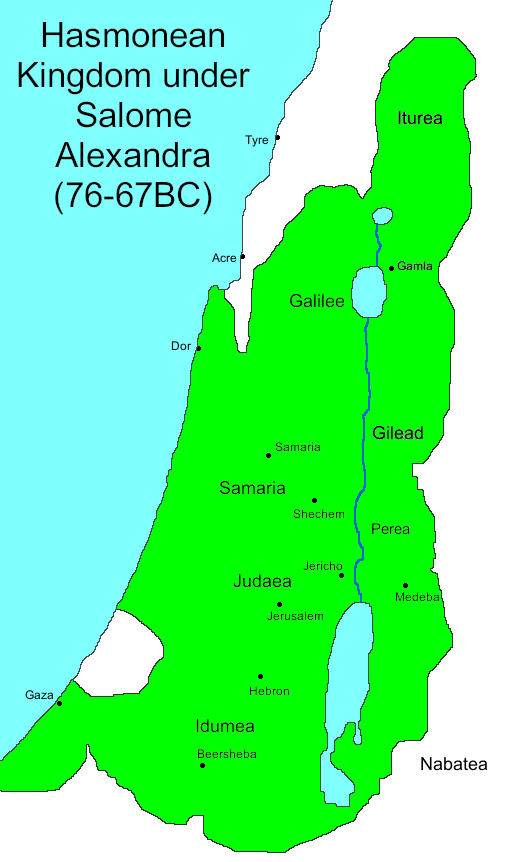
Hasmonejské království za Salómé Alexandry

Salómé Alexandra (také Salome Alexandra, hebrejsky שְׁלוֹמְצִיּוֹן אלכסנדרה, Šlomcijon Alexandra; 139–67 př. n. l.) byla jediná židovská královna; pocházela z rodu Hasmoneovců a vládla v letech 76–67 př. n. l.

## Biografie
Byla manželkou Aristobula I. a poté Alexandra Jannaie. Byla poslední vládkyní Judska a vůbec jeho posledním vládcem, který zemřel jako hlava nezávislého království. Za její vlády stoupl politický vliv farizeů.